# Iranischer Angriff auf Israel im April 2024
Der iranische Angriff auf Israel im April 2024 war ein vom Korps der Islamischen Revolutionsgarde gegen Ziele in Israel gerichteter Luftangriff am Abend des 13. April 2024, bei dem mehr als 300 Drohnen, Marschflugkörper und ballistische Raketen zum Einsatz kamen. Zuvor hatte die Islamische Republik Iran die Militäroperation auf diplomatischer Ebene angekündigt und Israel und den Vereinigten Staaten so die Möglichkeit eingeräumt, sich vorzubereiten. So konnten die Drohnen und die meisten Marschflugkörper abgeschossen werden, aber neun ballistische Raketen überwanden die Luftabwehr, wovon fünf den Militärflugplatz Nevatim trafen, vier weitere schlugen beim Militärflugplatz Ramon ein.
Die israelische Flugabwehr erhielt Hilfe von der US Army, der British Army, den französischen Streitkräften und den jordanischen Streitkräften. In Israel gab es Schäden auch durch herabstürzende Trümmerteile. Ein 7-jähriges Mädchen erlitt schwere Verletzungen durch Trümmer einer abgeschossenen Rakete.

## Vorgeschichte
Am Nachmittag des 1. April 2024 wurde bei einem israelischen Luftangriff auf das iranische Konsulat in Damaskus das vierstöckige Konsulatsgebäude zerstört. Es stand zwischen dem kanadischen und dem iranischen Botschaftsgebäude. In dem Konsulat war auch die Residenz des iranischen Botschafters und seiner Familie. Kanadas Außenministerin Mélanie Joly gab bekannt, Kanada sei nicht vorab gewarnt worden.
Bei dem Angriff starben 16 Menschen, darunter General Muhammad Reza Zahedi, ein ranghoher Kommandant der Revolutionsgarden, sowie sein Stellvertreter Hadi Haji Rahimi und fünf weitere Revolutionswächter. Iran kündigte „scharfe Reaktionen“ an. Beim Begräbnis der beiden Generäle in Teheran wurde erneut mit Rache gedroht. Ranghohe US-Regierungsvertreter hielten einen Vergeltungsschlag Irans für unvermeidlich. Der Vergeltungsschlag könne nach Ende des Fastenmonats Ramadan am 10. April 2024 erfolgen. US-Geheimdienste warnten, Iran plane einen Angriff mit Drohnen und Marschflugkörpern.
Am 2. April beriet der Sicherheitsrat der Vereinten Nationen in einer auf Initiative Irans einberufenen Dringlichkeitssitzung den Vorfall; dort verhinderten die USA, Großbritannien und Frankreich durch ihr Abstimmverhalten eine Verurteilung des israelischen Angriffs. 
Einige US-Medien kommentierten dies kritisch; die völlige Zerstörung des Konsulatsgebäudes wurde von der New York Times und ähnlich von CNN als bedeutende Eskalation im „unerklärten Krieg Israels mit Iran“ bezeichnet. Es wurde dabei an die Diplomatie appelliert, den Konflikt zu entschärfen. Iran legte seinen diplomatischen Protest über die Schweiz den USA vor. Laut israelischem Standpunkt war das zerstörte Gebäude weder eine Botschaft noch ein Konsulat.
Die Regierung Biden erklärte im Vorfeld des iranischen Angriffs, Teheran stehe unmittelbar vor einer militärischen Reaktion, und es kam zu diplomatischen Sondierungen durch verschiedene Staaten zum Zwecke einer Deeskalation. Die Regierung Biden bat die VR China, die Islamische Republik Iran aufzufordern, keine Vergeltungsmaßnahmen gegen Israel zu ergreifen. Die deutsche Außenministerin Annalena Baerbock telefonierte am 11. April mit ihrem iranischen Amtskollegen Hossein Amir-Abdollahian, um über die sich rapide verschlechternde Sicherheitslage zu sprechen, und erklärte, niemand könne „ein Interesse an einer regionalen Eskalation haben“. Amir-Abdollahian betonte gegenüber Baerbock das Recht Irans auf „legitime Verteidigung“ gegen einen „Aggressor“, der gegen das Völkerrecht verstoße. Gegenüber dem britischen Außenminister Lord David Cameron betonte Amir-Abdollahian, dass Iran nie eine Eskalation befürworte, sondern dass Israels Angriff auf sein Konsulat in Syrien und das Schweigen der USA und Großbritanniens Netanjahus „kriegstreibendes“ Verhalten gefördert und die Spannungen in der Region angeheizt hätten. Die diplomatischen Gespräche zwischen Iran und seinen regionalen Verbündeten und den europäischen Hauptstädten brachten einige westliche Regierungsbeamte zu der Einschätzung, dass Iran eine Reaktion vorbereite, die darauf abziele, Abschreckungsstärke zu demonstrieren und gleichzeitig Zurückhaltung zu zeigen.
Analysten und Regierungsbeamte in Teheran erklärten, die iranische Regierung versuche, eine direkte Konfrontation zu vermeiden. Es sei unwahrscheinlich, dass Teheran diplomatische Einrichtungen Israels in der Region ins Visier nehmen werde, teilte der Regierungsbeamte mit, der über die diplomatischen Gespräche zwischen Iran und dem Oman (dem Golfstaat, der oft in diplomatischen Gesprächen zwischen Teheran und Washington vermittelte) gebrieft wurde. Selbst ein direkter Angriff auf israelisches Territorium würde wahrscheinlich so „kalibriert“ werden, um eine „robuste Reaktion“ zu zeigen. Teheran signalisierte, eine Eskalation des Konflikts vermeiden zu wollen, und rief zur Diplomatie auf. Laut der Financial Times berichtete ein mit den Vorgängen vertrauter iranischer Insider in Teheran aber auch, dass die iranische Regierung die Spannungen und die unklare Lage bezüglich einer iranischen Reaktion und deren Umfang bewusst aufrechterhalten wollte, um die israelische Regierung diesbezüglich im Unklaren zu lassen und so z. B. auch zur Aufrechterhaltung der Alarmbereitschaft zu veranlassen und in psychologischer Hinsicht über die weitere Entwicklung zu verunsichern. Die staatliche iranische Nachrichtenagentur IRNA veröffentlichte am 12. April 2024 die Liste iranischer unbemannter Luftfahrzeuge, die die 1.600 Kilometer lange Strecke von Teheran nach Tel Aviv zurücklegen könnten.

## Ablauf

### Vorwarnungen
Am Morgen des 12. April 2024 veröffentlichte das Wall Street Journal unter Berufung auf US-amerikanische Geheimdienstberichte die Mitteilung, dass Israel sich auf einen direkten Angriff aus Iran in den nächsten 24 bis 48 Stunden vorbereite. Auch informierte Iran seine Nachbarländer. So besuchte der iranische Außenminister Hossein Amir-Abdollahian mehrere Länder in der Region und nahm Kontakt mit weiteren auf, darunter Saudi-Arabien. Über seine Pläne informierte Iran im Vorfeld auch die Türkei, die als NATO-Mitglied daraufhin den US-Außenminister Antony Blinken informierte.
Der Sprecher der israelischen Streitkräfte IDF, Konteradmiral Daniel Hagari, teilte am 12. April mit, dass die IDF in höchster Alarmbereitschaft und auf verschiedene Szenarien eines iranischen Angriffs vorbereitet seien. 
Der Sprecher des United States National Security Council, John Kirby, sagte, eine iranische Bedrohung für Israel sei „real“ und „realistisch“.
Der Befehlshaber des United States Central Command, Michael Kurilla, traf sich für eine gemeinsame Lagebeurteilung über die Einschätzung eines möglichen Angriffs Irans mit dem IDF-Generalstabschef Herzi Halewi. Austrian Airlines stellte am Ende des Tages als letzte westeuropäische Fluggesellschaft ihre Flugverbindungen nach Iran bis zum 18. April ein, nachdem bereits mehrere Außenministerien, darunter jene von Deutschland und Österreich, ihre Bürger zum Verlassen des Landes aufgefordert hatten.
CNN teilte am Vormittag des 13. Aprils unter Berufung auf Regierungs- und Geheimdienstvertreter der USA mit, dass Iran rund 100 Drohnen und Marschflugkörper innerhalb des Landes verlegt habe, was ein offensichtliches Zeichen dafür sei, dass er in den kommenden Tagen Ziele innerhalb Israels und auch in der Region angreifen werde.
Gegen Mittag teilte die staatliche iranische Nachrichtenagentur IRNA mit, dass Kommandoeinheiten des paramilitärischen Korps der Islamischen Revolutionsgarde das unter portugiesischer Flagge fahrende Containerschiff MSC Aries im Golf von Oman beschlagnahmt hätten und es in iranische Hoheitsgewässer bringen würden. Das Schiff der in London ansässigen Zodiac Maritime ist Teil der Zodiac Group des israelischen Milliardärs Eyal Ofer.
In einem kurz danach veröffentlichten Video warnte der IDF-Sprecher Daniel Hagari Iran, dass er die Konsequenzen tragen werde, wenn er sich für eine weitere Eskalation der Situation entscheide.
US-Verteidigungsminister Lloyd Austin bekräftigte gegenüber seinem israelischen Amtskollegen Joaw Galant die Unterstützung der USA bei der Verteidigung Israels im Falle eines Angriffes Irans und dessen regionaler Stellvertreter. Galant teilte später mit, dass die USA und andere Verbündete Israel „neue Fähigkeiten“ zur Verfügung gestellt hätten, um sich gegen einen möglichen iranischen Angriff zu verteidigen und darauf zu reagieren. Angesichts der Drohung eines iranischen Angriffs verbot das israelische Heimatfront-Kommando landesweit Bildungsaktivitäten und beschränkte Versammlungen auf maximal 1.000 Personen. Wegen des erwarteten iranischen Angriffs berief Premierminister Benjamin Netanjahu noch in der Nacht das Kriegskabinett und später das Sicherheitskabinett ein, um Entscheidungen darüber zu treffen, wie auf einen folgenden Angriff Irans reagiert werden solle.
Nach Angaben des iranischen Außenministers Hossein Amir-Abdollahian informierte die iranische Regierung vor dem Angriff sowohl die USA als auch „Nachbarn in der Region […] dass die Antwort Irans auf Israel sicher, legitim und unwiderruflich ist“. Laut eines Reuters-Berichts unter Berufung auf einen türkischen Diplomaten hätten die USA Iran über die türkische Regierung mitteilen lassen, dass sich die Operation „innerhalb bestimmter Grenzen“ bewegen müsse. Nach Angaben eines ranghohen US-Beamten stand die Regierung Biden über eine „Reihe direkter Kommunikationen“ mit der iranischen Regierung in Kontakt.

### Angriff vom 13. April auf den 14. April
Gegen 22:45 Uhr israelischer Ortszeit gab die US-Nachrichtenwebsite Axios den Start dutzender Drohnen, darunter der Shahed 136, in Iran bekannt.
Laut iranischen Angaben handelte es sich dabei um eine erste Angriffswelle mit „Kamikaze“-Drohnen, die abgefeuert wurden, um Israels Luftverteidigungssysteme Iron Dome und David’s Sling zu überlasten, damit später Wellen dutzender ballistischer Raketen das System durchbrechen könnten.
Laut dem iranischen Generalstabschef Mohammad Bagheri gehörten zu den Hauptzielen des iranischen Angriffs der Militärflugplatz Nevatim, von dem aus nach iranischen Angaben der Angriff auf das iranische Konsulat gestartet worden war, und das Geheimdienstzentrum im israelisch besetzten Teil des Berges Hermon, das die Geheimdienstinformationen geliefert habe.
Ziel der Angriffe war wohl auch das Kernforschungszentrum Negev; Teheran hatte zuvor angedroht, es zu beschießen.
Kurz vor Mitternacht bekannte sich die Islamische Revolutionsgarde zu dem gegen Israel gerichteten Angriff.
Gegen 23:15 Uhr verkündeten die IDF in einer Presseerklärung, dass dutzende von Iran gestartete Drohnen auf Israel zusteuerten. Diese würden von der Luftwaffe IAF verfolgt und bräuchten mehrere Stunden, um den israelischen Luftraum zu erreichen. Laut dem israelischen Nachrichtensender Channel 12 waren die USA die ersten, die den Start erkannten und Israel sofort benachrichtigten. Die IDF erklärten weiter, dass sich die Flugabwehr, die Luftwaffe und die Marine in höchster Alarmbereitschaft befänden.
Kurze Zeit später berichteten irakische Sicherheitsquellen, nach der Sichtung entsprechender Flugobjekte über dem Gouvernement as-Sulaimaniyya, dass Iran eine zweite Drohnenwelle auf Israel gestartet habe, weshalb das irakische Verkehrsministerium die Schließung des irakischen Luftraums und die Einstellung des gesamten Flugverkehrs ankündigte.
Die Aufnahme einer über dem Irak gesichteten Drohne, bei der es sich um eine Shahed 136 handeln soll, wurde über soziale Medien verbreitet.
Auch die israelische Flughafenbehörde gab eine unbefristete Sperrung des israelischen Luftraums für kurz nach Mitternacht bekannt.
Kurz vor Mitternacht berichteten iranische Medien über den Start einer dritten Drohnenwelle in Richtung Israel.
Kurz nach 1 Uhr nachts teilte das britische Sicherheitsunternehmen Ambrey mit, dass Jemens Huthi-Rebellen in Abstimmung mit Iran mehrere Drohnen auf Israel gestartet hätten und dass die Startzeiten der Drohnen wahrscheinlich so geplant gewesen seien, dass sie Israel gleichzeitig mit den iranischen erreichten.
Die IDF gaben bekannt, gut auf den Angriff vorbereitet zu sein und bisher mehr als 100 von Iran gestartete Drohnen identifiziert zu haben. Es werde erwartet, dass die Drohnen das Land innerhalb weniger Stunden erreichten, obwohl die IDF daran arbeiteten, sie zu einem früheren Zeitpunkt abzufangen. Die israelische Luftwaffe verfolge die Drohnen und bereite sich auf weitere Angriffswellen vor, die auch ballistische Raketen oder Marschflugkörper umfassen könnten.
Zvika Haimovich, ehemaliger Leiter der IAF-Luftverteidigung, gab bekannt, dass solche Raketen eine Anflugzeit auf Israel von maximal 12 Minuten hätten.
Die IDF forderten Bewohner der nördlichen Golanhöhen, des Newatim-Gebiets im Süden Israels, von Dimona und Eilat auf, bis auf Weiteres in der Nähe von Luftschutzbunkern bzw. Schutzräumen zu bleiben.
Die IDF verkündeten, dass sie ihren geplanten Einberufungstag für Soldaten am Sonntag angesichts des iranischen Angriffs abgesagt hätten.
Aufgrund des iranischen Angriffs kündigte auch der Libanon die vorübergehende Schließung seines Luftraumes an.
Ein jordanischer Regierungssprecher bestritt unterdessen, dass das Königreich aufgrund des iranischen Angriffs den Ausnahmezustand ausgerufen habe, und sagte, diesbezügliche Medienberichte seien unzutreffend. Der jordanische Minister für Regierungskommunikation, Muhannad Al Mubaidin, teilte der staatlichen Nachrichtenagentur Petra mit, dass die Regierung rechtliche Maßnahmen gegen alle Medien ergreifen werde, die Gerüchte oder Anschuldigungen verbreiten, die nicht überprüft werden. Ägypten versetzte seine Luftverteidigung in Alarmbereitschaft, während das militärische Generalkommando ein Team bildete, um die Situation zu überwachen und alle notwendigen Entscheidungen bezüglich des Luftraums des Landes zu treffen.

### Verteidigung und Opfer
Der israelische Nachrichtensender Channel 12 berichtete im Laufe des Angriffs ohne Angabe von Quellen, dass Israel damit begonnen habe, iranische Drohnen über Syrien und Jordanien abzufangen. Die Möglichkeit dazu sei einem Luftschirm zu verdanken, den die USA in Zusammenarbeit mit regionalen Verbündeten aufgebaut hätten. Unterdessen warnte der iranische Verteidigungsminister Mohammad-Reza Gharaei Ashtiani in einer Erklärung die Nachbarländer Israels davor, dass jeder, der seinen Luftraum für Israel öffne, um die Drohnen abzufangen, ins Visier genommen werde.
In den frühen Morgenstunden gaben die IDF bekannt, dass die überwiegende Mehrheit der iranischen ballistischen Raketen von den Raketenabwehrsystemen Arrow und David’s Sling abgefangen worden seien. Auch viele Dutzend aus Iran gestartete Drohnen und Marschflugkörper seien nach Angaben des Militärs von israelischen Kampfflugzeugen und den Raketenabwehrsystemen David’s Sling und Iron Dome abgeschossen worden.
Die New York Times gab unter Berufung auf israelische Beamte an, dass Iran etwa 185 Drohnen, 110 Boden-Boden-Raketen und 36 Marschflugkörper auf Israel abgefeuert habe. US-Präsident Joe Biden sagte, die Flugkörper seien auch aus Syrien, dem Jemen und dem Irak gekommen. Laut der neokonservativen Denkfabrik Institute for the Study of War ähnelte der iranische Angriff auf Israel den russischen Sättigungsangriffen auf die Ukraine. Es sei versucht worden, eine optimale Kombination aus ballistischen Raketen, Marschflugkörpern und Drohnen zu ermitteln, um die westliche Luft- und Raketenabwehr zu durchdringen. Der Studie zufolge stellte Iran auch die Luftverteidigung der US-Marine durch Drohnenangriffe der Huthi auf die Probe. Später wurde bekanntgegeben, dass die USA, Großbritannien, Frankreich und Jordanien beim Abschuss der Flugobjekte geholfen hatten. 
Während israelische und US-amerikanische Medien behaupteten, Saudi-Arabien, mit dem Israel keine diplomatischen Beziehungen führte, hätte sich an dem Defensivbündnis beteiligt, bestritten das saudische Medien vehement. Israel versuchte dies mit gezielten Falschinformationen vorzutäuschen.
Israelische Medien berichteten während des Angriffs seien eine „Handvoll“ Drohnen und Raketen aus dem Irak und dem Jemen abgefeuert worden, von denen keine in den israelischen Luftraum gelangt sei. 
Einige Raketen wurden in von Huthis kontrollierten Gebieten im Jemen noch vor dem Start vernichtet.
IDF-Sprecher Daniel Hagari bezifferte am Abend des 14. April die Zahl der iranischen Flugkörper, die bei dem nächtlichen Angriff auf Israel abgefeuert wurden, auf etwa 350. Gegen 7:30 Uhr Ortszeit teilte er mit, dass 99 % der rund 300 Flugkörper, die Iran über Nacht auf Israel abgefeuert hatte, von der Luftverteidigung abgefangen worden seien. Sämtliche 170 Drohnen und 30 Marschflugkörper, welche aus Iran gestartet wurden, seien außerhalb der Landesgrenzen von Israel und seinen Verbündeten abgeschossen worden. Von den 120 aus Iran abgefeuerten ballistischen Raketen seien die meisten vom Raketenabwehrsystem Arrow und David’s Sling abgeschossen worden. Dennoch hätten fünf Raketen israelisches Territorium erreicht und den Militärflugplatz Nevatim im Süden Israels getroffen, wobei die Infrastruktur leicht beschädigt worden sei. Laut israelischen Militärangaben gab es vier Einschläge auf offenem Gelände sowie in der Nähe einer Landebahn und eines Gebäudes. Nach amerikanischen Angaben hatte rund die Hälfte der 120 ballistischen Raketen technische Störungen noch auf der Startrampe oder brachen unterwegs auseinander, dafür überwanden neun die israelische Luftabwehr, wovon fünf den Militärflugplatz Nevatim trafen und einen Rollweg, ein leeres Lagerhaus und eine Lockheed C-130 beschädigten. Vier weitere schlugen, ohne öffentlich bekannt gewordene Schäden zu hinterlassen, beim Militärflugplatz Ramon ein.
Nahe der Stadt Arad im Süden Israels wurde ein 7-jähriges Mädchen durch Trümmer einer abgeschossenen Rakete am Kopf schwer verletzt und musste im Universitären Medizinischen Zentrum Soroka in Beʾer Scheva operiert werden.
Der israelische Luftraum wurde nach rund siebenstündiger Sperre wieder freigegeben.
Noch am 14. April hoben auch Jordanien, der Irak und der Libanon die vorübergehende Sperrung ihrer Lufträume wieder auf.

### Internationale Beteiligung an der Abwehr
Das US-Zentralkommando (CENTCOM) gab bekannt, dass die US-Streitkräfte mehr als 80 Drohnen und mindestens 6 ballistische Raketen zerstört hätten. Die Marineakademie der Vereinigten Staaten (USNA) gab bekannt, dass die im Mittelmeer befindlichen US-Zerstörer Carney und Arleigh Burke sowie land- und seegestützte US-Flugzeuge am Abschuss beteiligt gewesen seien. Im Jemen seien eine ballistische Rakete und sieben Drohnen noch vor dem Start vernichtet worden. Bei den eingesetzten Luftfahrzeugen soll es sich um die Typen F-15 und F-16 gehandelt haben. Zudem sei mindestens eine ballistische Rakete von einem US-amerikanischen Patriot-System nahe dem nordirakischen Erbil abgeschossen worden. Medien, die sich auf irakische Regierungskreise beriefen, teilten mit, dass dutzende iranische Drohnen und Raketen über Bagdad, Nadschaf, dem Westirak und der Autonomen Region Kurdistan im Nordirak abgefangen worden seien, wobei die US-Raketenabwehrsysteme auf dem Luftwaffenstützpunkt Al Asad Airbase in der westlichen Provinz al-Anbar eine Schlüsselrolle gespielt hätten.
Der französische Präsident Emmanuel Macron gab zudem bekannt, dass sich in Jordanien stationierte französische Kampfflugzeuge vom Typ Dassault Rafale bei der Abwehr iranischer Drohnen und Raketen über dem jordanischen Luftraum beteiligt hätten. Dies sei auf Ersuchen Jordaniens erfolgt.
Der britische Premierminister Rishi Sunak teilte auf einer Pressekonferenz mit, dass britische Kampfflugzeuge (RAF) vom Typ Eurofighter Typhoon, welche sich aufgrund der gegen den IS gerichteten Operation Shader in der Region befinden, iranische Drohnen im syrischen und irakischen Luftraum abgefangen hätten, ohne eine konkrete Zahl zu nennen.
Die jordanische Regierung teilte mit, dass die jordanische Luftwaffe zum Schutz der eigenen Bevölkerung mehrere Flugobjekte abgeschossen hätte, die in jordanischen Luftraum eingedrungen waren. Das Wall Street Journal berichtete am 15. April, dass Saudi-Arabien und die Vereinigten Arabischen Emirate, welche im Vorfeld des Angriffs aus Iran über dessen Umfang und Zeitplan informiert worden seien, Geheimdienstinformationen mit den USA und Israel ausgetauscht hätten. Unter anderem seien die Daten von Luftraumüberwachungsanlagen an das US-Einsatzzentrum in Katar weitergegeben worden.

## Nachfolgendes Geschehen
In der Nacht vom 18. auf den 19. April führten israelische Streitkräfte nach übereinstimmenden Medienberichten aus den Vereinigten Staaten einen Gegenschlag gegen Iran aus; Ziel sei eine Militärbasis in der Nähe von Isfahan gewesen. Israels Armee übernahm keine Verantwortung und nahm zu den Angriffen auch nicht Stellung. In Israel wurde eine Nachrichtensperre verhängt.
Iranische Staatsmedien berichteten, die Explosionen seien eine Folge der Luftabwehr gewesen, und wiesen US-Medienberichte über einen Raketenangriff zurück. Das iranische Staatsfernsehen informierte, dass drei Drohnen am Himmel über Isfahan entdeckt und vernichtet worden seien. Außerdem wurde erklärt, die Angriffe seien von iranischem Boden aus gestartet worden. In der Region um Isfahan befinden sich Militär- und Rüstungseinrichtungen und das nukleare Forschungszentrum. Laut iranischen Angaben war die nukleare Infrastruktur nicht betroffen, auch die Internationale Atomenergiebehörde (IAEA) bestätigte dies am 19. April 2024.
Am 22. April 2024 berichtete die New York Times unter Berufung auf drei hochrangige israelische Regierungsmitarbeiter, Israel habe zuerst einen viel größeren Angriff mit mehreren militärischen Zielen geplant. Letztlich habe sich Premierminister Benjamin Netanjahu auf einen begrenzteren Angriff und nur eine Militärbasis beschränkt, nach intensivem Druck von US-Präsident Joe Biden zusammen mit dem britischen Außenminister und der deutschen Außenministerin. Demnach habe eine Rakete am 19. April 2024 eine Flugabwehrbatterie in einem strategisch wichtigen Teil Zentralirans getroffen, während eine andere Rakete bereits vorzeitig in der Luft explodierte, so ein israelischer Regierungsmitarbeiter. Die israelische Luftwaffe habe die eigene Rakete absichtlich zerstört, da bereits klar gewesen sei, dass die erste Rakete ihr Ziel zerstört habe, damit seien etwaige weitere unnötige Opfer und Schäden verhindert worden. Ein westlicher Regierungsmitarbeiter hingegen sagte, es sei möglich, dass die Rakete einfach eine Fehlfunktion gehabt habe.
Offenbar wollten beide Seiten eine Eskalation vermeiden. So sagte der iranische Außenminister Hossein Amir-Abdollahian zum Angriff: „Solange das israelische Regime keine neuen Abenteuer gegen die Interessen des Iran plant, werden wir nicht antworten.“

## Reaktionen und Bewertung

### Iran

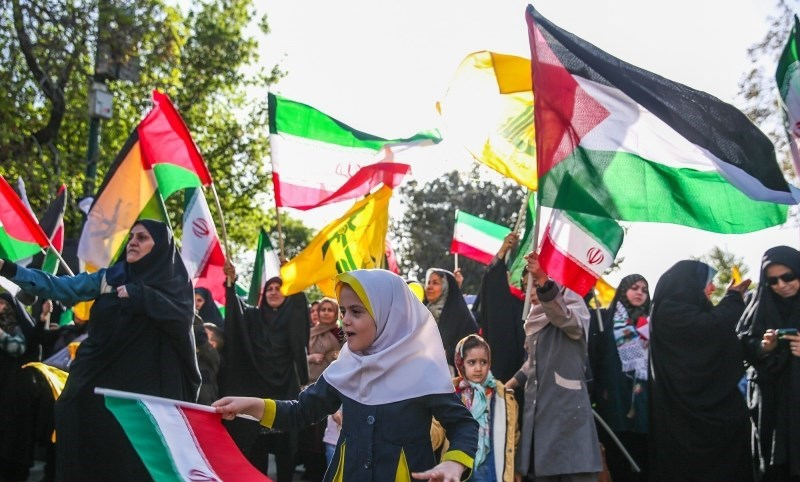
Frauen und Mädchen bei einer Demonstration in Qazvin, mit palästinensischen, Hisbollah- und iranischen Flaggen, nach den iranischen Angriffen 2024 auf Israel.

Mit dem Angriff attackierte Iran erstmals in der Geschichte von seinem Staatsgebiet aus direkt Israel.
Der iranische Generalstab erklärte, der iranische Angriff sei erfolgreich verlaufen. Es seien nur militärische Ziele angegriffen worden.
Die iranische Vertretung bei den Vereinten Nationen erklärte noch am selben Abend, dass mit dem Drohnen- und Raketenangriff auf Israel Vergeltung für den völkerrechtswidrigen israelischen Luftangriff auf das iranische Konsulat am 1. April 2024 in Damaskus geübt worden sei und die „Angelegenheit“ nun als „abgeschlossen“ betrachtet werden könne, aber man sich weitere militärische Schritte bei einer erneuten israelischen militärischen Reaktion vorbehalte. Gleichlautende Erklärungen verbreitete die iranische Regierung auf mehreren anderen Kanälen. Gleichzeitig warnte die iranische Armee durch ihren Armeechef Mohammed Bagheri Israel vor einem Gegenschlag.

### Israel
US-Medien berichteten unter Berufung auf einen ranghohen Regierungsvertreter, US-Präsident Joe Biden habe Israels Ministerpräsident Benjamin Netanjahu noch in der Nacht zum 14. April gesagt, die USA würden sich nicht an „offensiven Operationen gegen den Iran beteiligen“.
Israels ehemaliger Ministerpräsident Jair Lapid kritisierte Netanjahu, dass Israel unter dessen politischer Verantwortung seit dem Angriff der Hamas vom 7. Oktober 2023 einen „vollständigen Verlust“ seiner militärischen Abschreckungsfähigkeit erlebt.
Nach Angaben des israelischen Brigadegenerals Reem Aminoah kostete die israelische Verteidigung 4 bis 5 Milliarden Schekel (etwa 1 bis 1,2 Mrd. Euro); der iranische Angriff kostete jedoch nur ein Zehntel dieser Summe.

### International
Der iranische Angriff wurde unter anderem vom britischen Premierminister Rishi Sunak, dem französischen Außenminister Stéphane Séjourné, dem EU-Außenbeauftragten Josep Borrell, dem UN-Generalsekretär António Guterres, dem deutschen Bundeskanzler Olaf Scholz und dem Schweizer Außenminister Ignazio Cassis verurteilt. Weitere Verurteilungen oder Aufforderungen zur Zurückhaltung kamen unter anderem von Vertretern aus Argentinien, Brasilien, Kanada, China, Kolumbien, Ägypten, Indien, Jordanien, Malaysia, Pakistan, Katar, Russland, Saudi-Arabien, Spanien, Türkei, Ukraine, USA und Vatikan. Die G7 verurteilten den iranischen Angriff und erklärten, dass Israel nicht mit einem weiteren Angriff reagieren sollte. Iran habe, so die G7, deutlich und öffentlich bekundet, dass der Vergeltungsschlag abgeschlossen sei. Syrien bezeichnete den iranischen Angriff vor dem Hintergrund des israelischen Luftangriffs auf das iranische Konsulat als legitim. Russland verwies darauf, dass sich Iran auf das Selbstverteidigungsrecht nach Artikel 51 der Charta der Vereinten Nationen berief.
In der kanadischen Stadt Toronto bejubelten Teilnehmer der Diaspora aus dem Nahen Osten bei einer Demonstration den iranischen Angriff auf Israel. Einige Verurteilungen werden von Iran und der Türkei als Doppelmoral bezeichnet.
Der ukrainische Präsident Selenskyj lobte die Unterstützung des Westens bei der Raketenabwehr: „Die ganze Welt hat nun an den Aktionen unserer Verbündeten am Himmel Israels und der Nachbarländer gesehen, wie wirksam Einigkeit bei der Verteidigung gegen den Terror sein kann, wenn die Grundlage der Einigkeit ein ausreichender politischer Wille ist.“ Er wies zudem darauf hin, dass die Drohnen vom Typ Shahed im Ukraine-Krieg die gleichen seien wie die beim Angriff auf Israel, und bat für die Ukraine um die gleiche Unterstützung wie für Israel.

### Analyse
Die britische Zeitung The Guardian berichtete, Geopolitik-Analysten seien zur Schlussfolgerung gekommen, dass der Angriff Irans die israelische Abschreckungspolitik zunichtegemacht habe. Die Tatsache, dass Iran überhaupt angegriffen habe, während Israel im Gazastreifen gegen die Hamas und an seiner Nordgrenze gegen die Hisbollah kämpfe, sei ein erheblicher strategischer und politischer Misserfolg für Israel, der die bereits erschöpften militärischen Ressourcen zu strapazieren drohe und zu einer Ausweitung des Konflikts führen könnte.
Der leitende Mitarbeiter der Denkfabrik Royal United Services Institute, H. A. Hellyer, sagte: „Als Iran tatsächlich angriff, war das sehr gut choreografiert.“ Er bezog sich dabei auf die Tatsache, dass der Angriff im Voraus angekündigt worden war und die USA und Nachbarländer Irans vorgewarnt worden waren. Ohne die US-amerikanische Unterstützung gebe es für Israel „keine Möglichkeit, das Sicherheitsparadigma so wie bisher aufrecht zu halten“.
Die Nachrichtenwebsite Business Insider beurteilte den iranischen Angriff als einen Fehlschlag. Mikhaila Friel berichtete, dass 60 der Drohnen, Marschflugkörper und ballistischen Raketen nicht abgefangen worden seien, sondern nicht funktioniert hätten. Ein großer Teil der ballistischen Raketen sei beim Start gescheitert oder vorzeitig abgestürzt.
Eine Analyse in The Economist sah den iranischen Angriff aus drei Gründen als eine strategische Fehlkalkulation an, mit der Teheran einen Teil seines Vorteils gegenüber Tel Aviv, den es durch den Krieg in Israel und Gaza gewonnen habe, wieder aufgegeben habe. Erstens habe Iran zwar nicht eine Vielzahl von Opfern und Schäden in Israel angestrebt, weshalb es den Angriff im Vorhinein angekündigt habe, aber die Operation sei mit mehr als 300 Raketen und Drohnen nicht nur eine Geste gewesen. So gesehen sei für Teheran der tatsächlich erreichte Schaden enttäuschend. Zweitens habe der iranische Angriff den Westen und die arabischen Staaten wieder an Israel angenähert, trotz der zuvor anwachsenden Kritik an Netanjahu. Drittens habe Iran durch diese Operation die Aufmerksamkeit der Weltöffentlichkeit auf den Konflikt zwischen Tel Aviv und Teheran gelenkt und vom Krieg in Gaza abgezogen.
Gemäß der New York Times habe es der begrenzte israelische Gegenschlag Iran ermöglicht, auf einen weiteren Angriff zu verzichten. Der israelische Gegenschlag sollte Iran wiederum aufzeigen, dass Israel für einen Angriff nicht in den iranischen Luftraum einzudringen braucht. Und Isfahan sei bewusst angegriffen worden, um Iran zu verdeutlichen, dass die iranischen Atomanlagen nicht sicher seien.